# Rue Clémence-Isaure
La rue Clémence-Isaure (en occitan : carrièra Clamença Isaura) est une voie de Toulouse, chef-lieu de la région Occitanie, dans le Midi de la France.

## Situation et accès

### Description
La rue Clémence-Isaure est une voie publique. Elle se situe dans le quartier Capitole.
Elle naît perpendiculairement à la rue Peyrolières et se termine 130 mètres plus loin au carrefour de la place de la Bourse. Sa largeur est d'environ 6 mètres sur tout son parcours.
La chaussée compte une seule voie de circulation automobile en sens unique, de la place de la Bourse vers la rue Peyrolières. Elle appartient à une zone de rencontre et la vitesse y est limitée à 20 km/h. Il n'existe pas de bande, ni de piste cyclable, quoiqu'elle soit à double-sens cyclable.

### Voies rencontrées
La rue Clémence-Isaure rencontre les voies suivantes, dans l'ordre des numéros croissants :
1. Rue Peyrolières
2. Place de la Bourse

## Odonymie

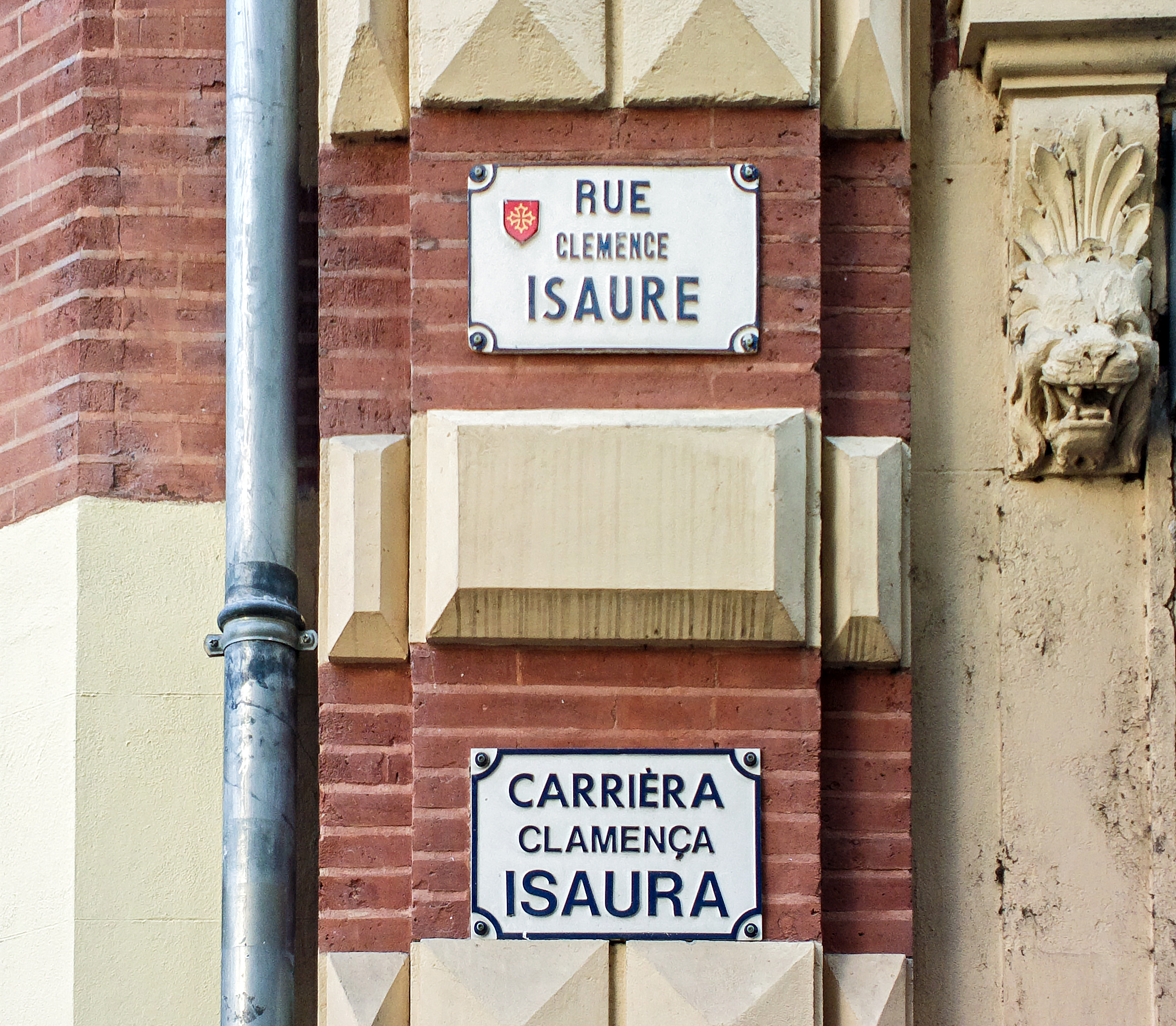
Plaques de rue en français et en occitan.

Le nom de la rue Clémence-Isaure rend hommage à une célèbre figure toulousaine, Clémence Isaure. Elle aurait, d'après la légende qui lui est attachée, vécu dans un hôtel particulier qui avait façade dans cette rue (emplacement de l'actuel no 7), mais dont l'entrée donnait sur une rue parallèle, la rue Jacques-Cujas. La rue a reçu ce nom le 15 avril 1806, par décision municipale, à la suite d'une initiative du Journal de la Haute-Garonne.
Au Moyen Âge, depuis la première moitié du XIVe siècle au moins, cette petite rue portait le nom des Ysalguier, car la famille des Ysalguier possédait la plupart des terrains qui bordaient le sud de la rue (actuels no 2 et 4). Une partie de l'hôtel des Ysalguier subsiste encore au carrefour de la rue Peyrolières (no 18 de cette rue et no 2 rue Clémence-Isaure). À partir du XVIIIe siècle, on lui donna aussi le nom de rue des Engranières, c'est-à-dire des balais (engranièra en occitan), sans que l'origine en soit bien claire. En 1794, pendant la Révolution française, la rue fut renommée rue le Peuple, mais ce nom disparut en 1806.

## Patrimoine et lieux d'intérêt

### Hôtels particuliers

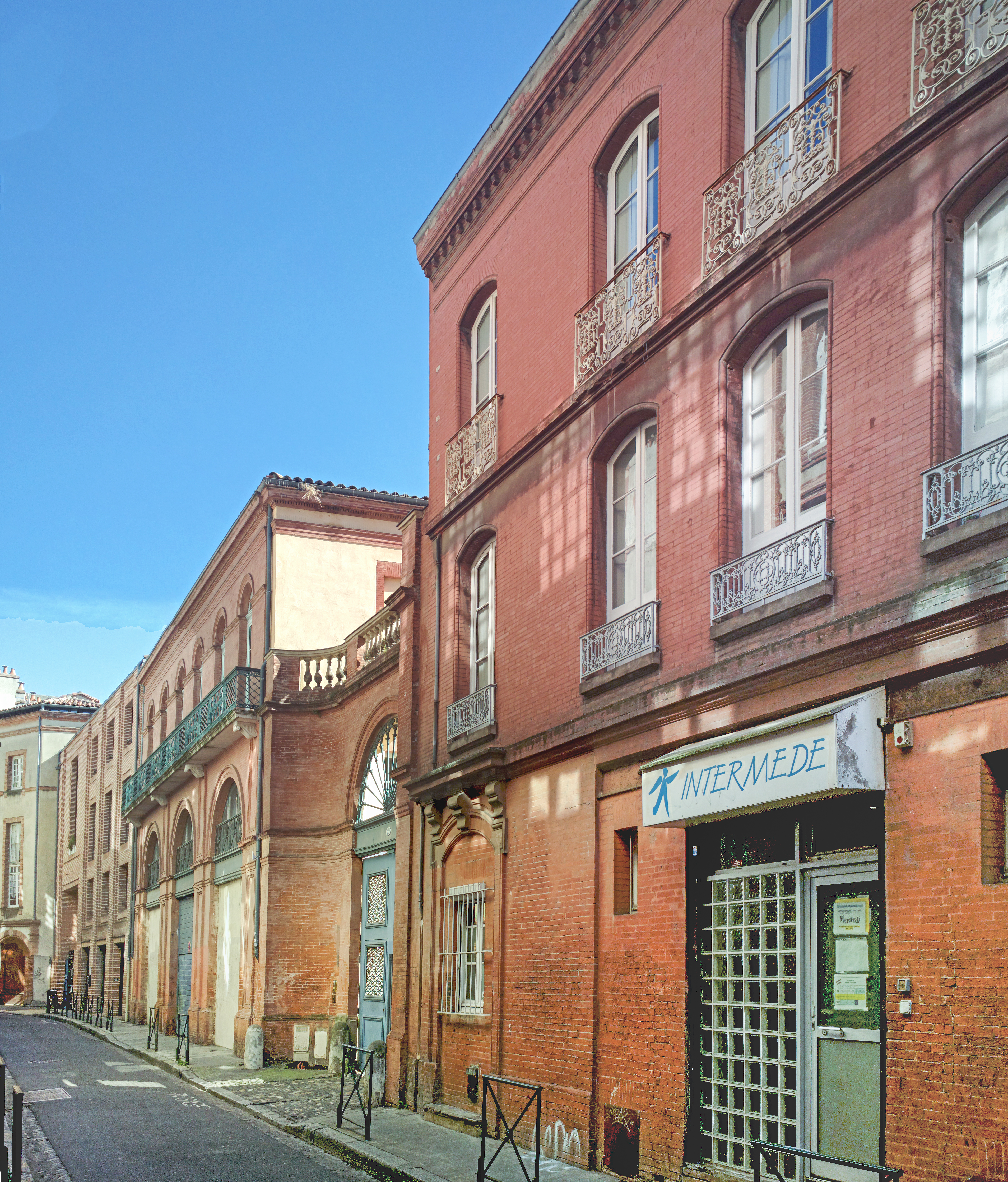
Le N°2 bis

- no  2 : hôtel des Ysalguier.
Le marchand et capitoul Raimond Ysalguier fait probablement construire au début du XIVe siècle une demeure de style gothique sur un bâtiment roman plus ancien. Il s'organise en plusieurs corps de bâtiment autour d'une cour centrale. C'est de cette période que date la tour octogonale de six étages, éclairée par de petites baies étroites modifiées au XVe siècle et ouverte par une porte de style gothique, avec un décor de nervures croisées. La façade ouest de la cour conserve des fenêtres à meneaux datant probablement du XVe siècle. 
L'édifice est presque intégralement reconstruit au XVIIe siècle. L'élévation sur la rue Clémence-Isaure est composée de deux corps de bâtiment : un bâtiment ancien à deux travées, datant du XVIIIe siècle quoiqu'il conserve peut-être des éléments plus anciens, et un bâtiment à huit travées, construit au XIXe siècle[3].

- no  8 : hôtel de la Bourse des marchands. 
Le premier hôtel de la Bourse des marchands est construit entre 1603 et 1605 à l'emplacement de la chapelle Ingolèse. Cet hôtel de style classique est un bâtiment en brique, à deux étages et un niveau de comble. Il se compose de trois corps de bâtiment qui s'organisent autour d'une cour intérieure. Les élévations sont rythmées par des pilastres dont les bases et les chapiteaux sont en pierre de taille. Les encadrements de fenêtres sont réalisés en alternant la brique et la pierre. 
L'architecte Germain Dutour transforme l'hôtel vers 1877 dans un style néo-Louis XIII. Il construit un nouveau corps de bâtiment à la place de la cour et reconstruit les façades sur la place de la Bourse et la rue Clémence-Isaure à partir du 1er étage[4].

### Immeubles
- no  2 bis : immeuble.  Inscrit MH (1989, façades et toitures sur rue et sur cour ; cage d'escalier dans l'angle sud-ouest de la cour ; pièces du premier étage comportant un décor intéressant de gypseries ou de menuiseries)[5]. 
Cet immeuble conserve probablement des vestiges gothiques d'anciennes dépendances de l'hôtel des Ysalguier voisin. La majeure partie des bâtiments sur cour datent du XVIIe siècle et du XVIIIe siècle. Les constructions sur la rue Clémence-Isaure témoignent de l'architecture des années 1830-1860. Cet édifice possède d'élégants décors néo-classiques[6].

- no  5 : immeuble. 
L'immeuble est un exemple assez homogène de l'architecture classique toulousaine de la deuxième moitié du XVIIIe siècle. La façade, qui s'élève sur deux étages et couronnée d'une corniche moulurée, est symétrique, avec une porte cochère centrale. Au rez-de-chaussée, les grandes baies des boutiques ont été fermées par des huisseries en bois. Les fenêtres sont rectangulaires et celles du premier étage ont des garde-corps en fer forgé[7].

- no  7 : immeuble dit de Clémence Isaure. 
L'immeuble se compose d'un vaste bâtiment à plusieurs corps, de neuf travées et à deux étages carrés et comble à surcroît. Le rez-de-chaussée est rythmé par des arcades de boutique. Les façades sur rue datent du XVIIIe siècle, mais les bâtiments autour de la cour semblent avoir été réaménagés entre 1800 et 1830, avec des décors en terre cuite (frise et chapiteaux ioniques). C'est dans cette cour que se trouvait une tour attribuée à Clémence Isaure, mais démontée en 1817 et réédifiée près de Fourquevaux, sur le domaine de Palis[2],[8].